# Marcel Holzmann
Marcel Holzmann (Salisburgo, 3 settembre 1990) è un calciatore austriaco, difensore del Berndorf.

## Carriera
Ha giocato nella massima serie dei campionati austriaco e rumeno.

## Palmarès

### Club

#### Competizioni nazionali
- Erste Liga: 1

St. Pölten: 2015-2016